# Eremedaille van de Binnenlandse Veiligheid
De Eremedaille van de Binnenlandse Veiligheid (Frans: Médaille de la Sécurité intérieure) is een op 28 maart 2012 ingestelde Franse eremedaille. Deze onderscheiding wordt verleend aan medewerkers van het Ministerie van Binnenlandse Zaken en ander overheidspersoneel, ook aan vrijwilligers, die werkzaam zijn op het gebied van de binnenlandse veiligheid. 
Het Decreet nr. 2012-424 van 28 maart 2012 noemt als personen die voor de medaille in aanmerking komen het voltallige personeel van het Ministerie van Binnenlandse Zaken, burgers en militairen, professioneel of vrijwilliger positie om te werken onder het gezag van het Ministerie van Binnenlandse Zaken, gemeentelijke politieagenten, vrijwilligers die de interne veiligheid dienen en burgers, zij het Fransen of buitenlanders, die aan de interne veiligheid hebben bijgedragen.
De Eremedaille voor Binnenlandse Veiligheid  wordt ook voor bijzondere verdiensten toegekend, dan, en dan wanneer personen zich hebben onderscheiden door zelfopoffering en moed, kan de medaille met voorbijgaan aan de quota worden toegekend. Dat geldt ook bij de postume toekenning aan de tijdens de uitoefening van hun plicht omgekomen medewerkers en bij toekenning aan de onder die omstandigheden verwonde medewerkers.
De medaille kent drie klassen of échelons;
- Bronzen medaille
- Zilveren medaille
- Gouden medaille

Op de voorzijde van de medaille is Marianne, zinnebeeld van de Franse Republiek afgebeeld. Achter haar staat een fraai bewerkt hek. Het rondschrift luidt R.F. De diameter is 27 millimeter.
Op de keerzijde staat MINISTÈRE DE L'INTÉRIEUR. De medaille is met een draagring in de vorm van een halve krans van lauweren en eikenblad aan het lint opgehangen. 
Het lint is diagonaal in drie brede banen blauw-wit-rood gestreept. Op het lint van de gouden medaille wordt een gouden lauwerkrans gedragen. Het lint van de zilveren medaille draagt een zilveren palm. Het lint van de bronzen medaille draagt geen bijzondere versierselen.  Men draagt de medaille op de linkerborst.
De Franse regering werkt in haar decoratiestelsel met strikte quota of "contingenten". Zo worden de Franse onderscheidingen exclusief gehouden. Afgezien van bijzondere omstandigheden worden er per jaar niet meer dan 1200 bronzen, 600 zilveren en 200gouden medailles uitgereikt. Dat gebeurt in de regel op 1 januari en 14 juli. Wie tot een gevangenisstraf van meer dan een jaar werd veroordeeld is in de ogen van de Franse wet "onteerd". Hij of zij komt dan niet meer in aanmerking voor de Eremedaille. Wie de medaille al bezit moet deze dan weer inleveren.

## Gespen
De Franse Minister van Binnenblandse Zaken kan gespen instellen die aan een bijzondere gebeurtenis of een werkgebied van zijn ministerie herinneren. In januari 2014 waren er zestien op het lint te dragen gespen.
- SECRÉTARIAT GÉNÉRAL,
- ADMINISTRATION PRÉFECTORALE,
- FONCTION PUBLIQUE TERRITORIALE,
- ÉLU,
- POLICE NATIONALE,
- POLICE MUNICIPALE,
- GENDARMERIE NATIONALE,
- SÉCURITÉ CIVILE,
- SÉCURITÉ ROUTIÈRE,
- ASSOCIATIONS,
- ENGAGEMENT CITOYEN,
- ACTION HUMANITAIRE,
- ACTE DE COURAGE ET DE DÉVOUEMENT, deze gesp wordt gedragen wanneer de Eremedaille van de Binnenlandse Veiligheid voor een daad getuigend van moed en zelfopoffering wordt toegekend.
- GIPN 40e ANNIVERSAIRE,
- ENGAGEMENT VOLONTARIAT 2013.
- SAPEURS-POMPIERS

## Protocol
Het is gebruik om de Franse medailles op 1 januari en 14 juli uit te reiken. Dat gebeurt tijdens parades en plechtigheden. De onderscheidingen worden de onwaardige, want wegens een misdrijf veroordeelde, dragers ook weer ceremonieel afgenomen. Wanneer men op uniformen geen modelversierselen draagt is een kleine rechthoekige baton in de kleuren van het lint voorgeschreven.  
De medaille wordt ook als miniatuur gedragen op bijvoorbeeld een rokkostuum.